# Alto Bonito Heights
Alto Bonito Heights – jednostka osadnicza w Stanach Zjednoczonych, w stanie Teksas, w hrabstwie Starr.